# 石菉站
石菉站位于广东省阳春市石菉村，是广茂铁路线上的一座四等站，于1991年投入使用。离广州站248公里，距茂名站111公里，隶属广州铁路集团三茂铁路股份有限公司管辖。客运可办理旅客乘降，不办理行李、包裹托运；不办理货运营业。